# Angerona prouterona
Angerona prouterona là một loài bướm đêm trong họ Geometridae.